# 한다구치역
한다구치역(일본어: 半田口駅)은 일본 아이치현 한다시에 위치한 나고야 철도 고와선의 철도역이다. 역 번호는 KC 10이며, 상대식 승강장 2면 2선의 구조를 갖춘 지상역이다.

## 타는 곳
| 1 | ■ 고와선 | 하행 | 지타한다 · 고와 · 우쓰미 방면 |
| 2 | ■ 고와선 | 상행 | 오타가와 · 나고야 방면        |

## 이용 현황
- 2013년 기준 : 932명

## 역 주변
- 니미 난키치의 생가
- 니미 난키치 기념관

## 인접 역
| 나고야 철도 고와선           | 나고야 철도 고와선 | 나고야 철도 고와선         |
| ---------------------------- | ------------------ | -------------------------- |
| KC 09 우에다이 오타가와 방면 | ■ 고와선           | 스미요시초 KC 11 고와 방면 |